# Jesko Fezer
Jesko Fezer (* 1970 in Stuttgart) ist ein deutscher Architekt und Professor für experimentelles Design an der Hochschule für Bildende Künste Hamburg. Er arbeitet als Architekt, Autor, Designer, Künstler und Ausstellungsgestalter. Seine Forschungsschwerpunkte sind die Architektur- und Designgeschichte der 1960er Jahre, sowie partizipatives Design und die Politik der Gestaltung. In seinen Arbeiten setzt er sich mit den politischen und sozialen Kontexten von Gestaltungsproblemen auseinander und erforscht hierbei die Möglichkeiten von Mitbestimmungs- und Verhandlungsprozessen.

## Leben und Wirken
Jesko Fezer studierte Architektur an der Technischen Universität Kaiserslautern und an der Hochschule der Künste Berlin. Er hatte Lehrtätigkeiten an verschiedenen Kunst- und Architekturhochschulen, darunter eine Gastprofessur für Architekturtheorie und Urban Research von 2005 bis 2006 an der Akademie der Bildenden Künste in Nürnberg sowie von 2009 bis 2010 die Forschungsleitung des Postgraduate-Programm Civic City an der Zürcher Hochschule der Künste. Seit 2011 ist er Professor für experimentelles Design an der Hochschule für Bildende Künste Hamburg. Dort gründete er mit Studierenden die Öffentliche Gestaltungsberatung auf St. Pauli. Jesko Fezer war Mitherausgeber der politischen Architekturzeitschrift An Architektur und ist Teilhaber der Berliner thematischen Buchhandlung Pro qm zu Stadt, Politik, Pop, Ökonomiekritik, Architektur, Design, Kunst und Theorie.

## Publikationen (Auswahl)
- Lucius Burckhardt, Jesko Fezer, Martin Schmitz (Hrsg.): Wer plant die Planung?: Architektur, Politik und Mensch, Martin Schmitz Verlag, Berlin 2004, ISBN 978-3-927795-39-6
- Jesko Fezer und Mathias Heyden (Hrsg.): Hier entsteht – Strategien partizipativer Architektur und räumlicher Aneignung, b_books, Berlin 2004, ISBN 3-933557-53-4.
- Nicole Birlenbach, Jesko Fezer, Mateo Kries, Ana Stüler (Hrsg.): DesignCity – Design for Urban Space and the Design City Discussion, Gestalten Verlag, Berlin 2006, ISBN 978-3-89955-170-9.
- Jesko Fezer und Matthias Görlich: Civic City Cahier 6: Design In & Against the Neoliberal City, Bedford Press, London 2013, ISBN 978-1-907414-28-2.
- Friedrich von Borries und Jesko Fezer (Hrsg.): Weil Design die Welt verändert ... . Gestalten Verlag, Berlin 2013, ISBN 978-3-89955-475-5.
- Jesko Fezer, Christian Hiller, Nikolaus Hirsch, Wilfried Kuehn, Hila Peleg (Hrsg.): Wohnungsfrage – Publikationsreihe zum Ausstellungsprojekt, Spector Books zusammen mit dem Haus der Kulturen der Welt, Leipzig 2015, ISBN 978-3-95905-056-2 [komplette Reihe]
- Jesko Fezer und Studio Experimentelles Design (Hrsg.): Öffentliche Gestaltungsberatung: Public Design Support 2011–2016 Sternberg Press, Berlin 2016, ISBN 978-3-95679-183-3.
- Jesko Fezer, Anita Kaspar, Andreas Müller (Hrsg.): Kooperative für Darstellungspolitik: Displaying Political and Cultural Concerns, Adocs, Hamburg 2020, ISBN 978-3-943253-31-3.
- Jesko Fezer und Studio Experimentelles Design, Claudia Banz (Hrsg.): (How) do we (want to) work (together) (as (socially engaged) designers (students and neighbors)) (in neoliberal times)? Public Design Support, 2016–2021, Sternberg Press, London 2021, ISBN 978-3-95679-604-3.
- Jesko Fezer: Umstrittene Methoden. Architekturdiskurse der Verwissenschaftlichung, Politisierung und Mitbestimmung in den 1960er Jahren, Adocs, Hamburg 2022, ISBN 978-3-943253-58-0.